# Phil Rocks
Phil Rocks – australijski judoka.
Srebrny medalista mistrzostw Oceanii w 1977. Wicemistrz Australii w 1976 roku.